# Decode
«Decode» (с англ. — «Расшифруй») — песня Paramore, выпущенная как сингл с саундтрека к фильму Сумерки. Также была включена в международную версию альбома Brand New Eyes.
Акустическая версия выпускалась на специальном издании диска.
Сингл имел международный коммерческий успех, войдя в топ-20 чартов синглов в Австралии, Франции и Новой Зеландии, а также в топ-40 чарта Billboard Hot 100. Он стал платиновым в США 16 февраля 2010 года, продав более 1 000 000 копий. Кроме того, песня получила награду Teen Choice Award в категории Лучшая рок-песня, а также номинирована на премию Грэмми в 2010 году в категории Лучшая песня, написанная для кинофильма, телевидения или других средств массовой информации.

## О песне
Хэйли Уилльямс, являясь фанатом Сумерек, говорила недавно о своей любви к саге:
Сумерки — первая серия книг, прочитанная мной. Я не следила за Гарри Поттером, хотя мне нравятся фильмы. Сумерки действительно привлекли моё внимание. Я очень рада появлению экранизации и тому, что наша группа стала её частью.

## Критика
Александра Кэхилл с сайта Billboard.com дала песне положительный отзыв, заявив, что «Decode — серьёзный претендент на победу во многих чартах».
Entertainment Weekly отметил, что группа отошла от обычного звучания, сделав музыку более медленной и романтичной, как у Evanescence.

## Музыкальное видео
Официальное музыкальное видео на песню было снято в середине октября 2008 года режиссёром, Шейном Дрейком. Тизер-клип был представлен каналом MTV 28 октября 2008 года в рамках рекламной кампании Twilight Tuesday. Премьера клипа в полном объёме состоялась на MTV 3 ноября 2008 года, за день до выхода саундтрека. С 11 по 18 декабря 2008 года музыкальное видео и трейлер фильма были показаны в североамериканском кинотеатре PlayStation Home. Музыкальное видео включено в качестве бонуса на DVD/Blu-ray-релизе фильма «Сумерки».
На видео участники группы выступают в лесу в Нэшвилле, штат Теннесси. Их выступление сменяется отрывками фильма «Сумерки».
По состоянию на июнь 2023 года клип набрал 448 миллионов просмотров на YouTube.

## Список композиций
| №  | Название | Длительность |
| -- | -------- | ------------ |
| 1. | «Decode» | 4:21         |

| №  | Название                      | Длительность |
| -- | ----------------------------- | ------------ |
| 1. | «Decode» (soundtrack version) | 4:21         |
| 2. | «Decode (acoustic)»           | 4:27         |

| №  | Название                                    | Длительность |
| -- | ------------------------------------------- | ------------ |
| 1. | «Decode»                                    |              |
| 2. | «Full Moon» (в исполнении The Black Ghosts) |              |

## Позиции в чартах
| Чарт (2008—2009)                           | Высшая позиция |
| ------------------------------------------ | -------------- |
| Австралия (ARIA)                           | 12             |
| Австрия (Ö3 Austria Top 40)                | 59             |
| Бельгия/Фландрия (Ultratip Bubbling Under) | 3              |
| Бельгия/Валлония (Ultratip Bubbling Under) | 20             |
| Канада (Billboard Canadian Hot 100)        | 48             |
| Канада (Billboard Rock)                    | 29             |
| Финляндия (Suomen virallinen lista)        | 9              |
| Франция (SNEP)                             | 10             |
| Германия (GfK)                             | 47             |
| Япония (Billboard Japan Hot 100)           | 53             |
| Новая Зеландия (Recorded Music NZ)         | 15             |
| Швейцария (Schweizer Hitparade)            | 60             |
| Великобритания (OCC UK Singles)            | 52             |
| США (Billboard Hot 100)                    | 33             |
| США (Billboard Alternative Airplay)        | 5              |
| США (Billboard Pop Airplay)                | 36             |

| Чарт (2009)                      | Позиция |
| -------------------------------- | ------- |
| Australia (ARIA)                 | 76      |
| France (SNEP)                    | 89      |
| US Alternative Songs (Billboard) | 21      |
| US Rock Songs (Billboard)        | 41      |

| Регион | Сертификация  | Продажи   |
| --- | ------------- | --------- |
| Австралия (ARIA) | Платиновый    | 70 000^   |
| Новая Зеландия (RMNZ) | Золотой       | 7500*     |
| Великобритания (BPI) | Серебряный    | 200 000   |
| США (RIAA) | 2× Платиновый | 2 000 000 |
| * Данные о продажах приведены только на основе сертификации. · ^ Данные о тиражах приведены только на основе сертификации. · Данные о продажах + прослушиваниях приведены только на основе сертификации. |               |           |